# Трухачев, Пётр Львович
Пётр Львович Трухачев (Трухачёв; 10.11.1867 — 01.11.1916, Гагра) — русский флотоводец, участник Русско-японской и Первой мировой войн, вице-адмирал (31.10.1916). 

## Биография и служба

### До 1904 года
Окончил морское училище в 1887 году. Произведен в мичманы с назначением в Балтийский флот с зачислением в 7-й флотский экипаж.
Назначения:
- 1888 г. — вахтенный начальник транспорта «Красная Горка».
- 1889 г. — вахтенный начальник крейсера «Азия».
- 1890 г. — вахтенный начальник клипера «Вестник».
- 1891 г. — вахтенный начальник броненосца «Екатерина II».
- 1892 г. — вахтенный начальник крейсера I ранга «Князь Пожарский».
- 02.09.1894 г. — ревизор мореходной канонерской лодки «Отважный».
- 19.09.1898 г. — ревизор броненосца береговой обороны «Адмирал Ушаков».
- 1900 г. — ревизор крейсера II ранга «Рында».

19.9.1898 — зачислен в 11-й флотский экипаж. 16.2.1900 зачислен в 7-й флотский экипаж. 13.10.1900 прикомандирован к Гвардейскому экипажу. 26.3.1901 переведен в Гвардейский экипаж. 2.1.1904 назначен командиром 4-й роты Гвардейского экипажа.
- 18.10.1890 поступил в минный офицерский класс, 4.01.1891 отчислен, курса не окончил.
- 13.05.1892 зачислен в 4-й флотский экипаж.
- В 1893 г. служил на крейсере II ранга «Наездник».
- В 1894 г. окончил курс морской учебно-стрелковой команды.

### Русско-японская война
Командир миноносца «Бесстрашный», участвовал в обороне Порт-Артура, после сражения в Желтом море (28.07.1904) прорвался в Циндао, где был интернирован.

### 1906—1914
- 12.02.1906 — Исполняющий должность заведующего миноносцами Владивостокского порта.
- 20.10.1906 — Офицер Гвардейского экипажа.
- 1909—1910 — Командир яхты «Марево».
- 1910—1912 — Командир эсминца «Войсковой», 25.10.1912 отчислен от должности.
- 10.4.1913 — 1915 — Командир крейсера «Олег».

### Первая мировая война
22.04.1915 назначен командующим, под брейд-вымпелом, минной дивизией Балтийского флота. 6.8.1915 произведен в контр-адмиралы за боевые отличия (со старшинством с 7.8.1915, установлено 3.10.1916) с утверждением начальником дивизии. 19.12.1915 назначен начальником 1-й бригады крейсеров Балтийского флота. 31.10.1916 произведен в вице-адмиралы за отличие по службе.
Скончался во время лечения в Гаграх от прогрессивного малокровия, вызвавшего истощение организма. Тело перевезено поездом в Петроград для погребения (7.11.1916). Похоронен 8 ноября 1916 г. на Смоленском кладбище.

### Оценки
Советский военно-морской деятель А. П. Белобров, служивший с Трухачевым, вспоминал о нем: «… он не был интриганом, был без лоска, очень плохо управлялся при швартовках, но принципиально был человек неплохой… Большим его недостатком было то, что он сильно выпивал и до первой рюмки водки бывал раздражен; иногда он приходил в ярость и начинал ругаться, как извозчик».

## Звания
- мичман — 1887
- лейтенант — 1.1.1894
- старший лейтенант -
- лейтенант -
- капитан 2-го ранга -
- капитан 1-го ранга — 25.3.1912.
- контр-адмирал — 6.8.1915
- вице-адмирал — 31.10.1916

### Награды
Российские
- орден Св. Станислава 3-й ст. (14.5.1896),
- орден Св. Анны 3-й ст. (6.12.1901),
- орден Св. Станислава 2-й ст. с мечами (12.12.1905),
- орден Св. Анны 2-й ст. с мечами (18.6.1907),
- монаршее благоволение (7.4.1908),
- орден Св. Владимира 3-й ст. с мечами (24.12.1914),
- Георгиевское оружие (22.3.1915, утверждено 18.4.1915),
- орден Св. Георгия 4-й ст. (27.8.1915, утвержден 8.9.1915),

«За то, что он, командуя вверенной ему дивизией в Рижском заливе, при наступлении неприятельских миноносцев с целью форсировать Ирбенский пролив 25 и 26.07, имея в своем распоряжении силы значительно слабейшие, чем у германцев — искусным маневрированием, артиллерийским огнем и бдительной охраной нашего минного заграждения вынудил превосходные силы неприятеля отступить с потерей не менее двух неприятельских судов, при этом весь день 26.07, когда неприятель особенно напряженно вел наступление, несколько раз лично принимал участие в атаках на неприятельские суда, и, находясь под сильнейшим огнем, все же каждый раз вынуждал его прекратить работы по очистке прохода, чем обеспечил наш успех, не понеся сам никаких потерь».
- орден Св. Станислава 1 ст. с мечами (3.10.1916).

Иностранные
- кавалерский крест датского ордена Данеброга (28.7.1909),
- прусский орден Красного Орла 2-го кл. (9.7.1912),
- командорский крест шведского ордена Меча 2-й ст. (3.12.1912),
- командорский крест французского ордена Почетного Легиона (21.3.1916).

## Семья
Жена:
- Елизавета Александровна (урожденная Мосолова, в 1-м браке Хельстрем).

Дети:
- Елизавета (род. 25.6.1908),
- Ирина (род. 5.12.1909),
- Татьяна (род. 16.5.1913).

Дети жены от 1-го брака:
- Юрий.